# NAVSPASUR
NAVSPASUR (angleško Naval Space Surveillance (System)) je vojaška kratica, ki označuje Mornariški vesoljski nadzorni sistem.
Sistem je sestavljen iz 3 oddajnih in 6 sprejemnih postaj v jugovzhodnih ZDA.